# دینا ساسولی
دینا ساسولی (انگلیسی: Dina Sassoli؛ ۱۵ اوت ۱۹۲۰ – ۲۴ مارس ۲۰۰۸) هنرپیشه اهل ایتالیا بود.
از فیلم‌هایی که وی در آن نقش داشته‌است، می‌توان به چهارشنبه خاکستر، نامزدشده و آسیاب رودخانه پو اشاره کرد.